# La Schiavona
La Schiavona es un óleo sobre lienzo pintado por Tiziano y datado alrededor de 1510. Sus dimensiones son 117 x 97 cm y actualmente se conserva en la National Gallery de Londres.

## Historia
En 1640 la obra es registrada en casa de Martinengo Colleone en Brescia como obra de Tiziano. Pasó a la colección Crespi de Milán en 1900 y después de diferentes traspasos de propiedad, incluyendo la colección Cook de Richmond, llegó a la National Gallery de Londres en 1942.
El título de la obra es puramente tradicional y se refiere a una mujer dálmata (de Eslavonia que en aquella época comprendía Istria y Dalmacia), identificada como tal por el estilo del vestido y su fisonomía. En realidad, la dama retratada forma parte de la aristocracia de la época, con  costumbres similares a cualquier mujer rica del territorio controlado por la República de Venecia. Algunos han intentado identificar a la mujer con Caterina Cornaro, hipótesis, sin embargo, sin verificación alguna.
También se ha señalado a Giorgione como autor, pero actualmente, el cuadro está unánimemente aceptado como una obra maestra de un joven Tiziano, especialmente por la ausencia de la modulada dulzura tan característica de Giorgione, sustituida en su lugar por una palpitante vitalidad. También se observan muchas similitudes con la mujer protagonista de la obra Milagro del Neonato, fresco de Tiziano en Padua y datado en 1511.

## Descripción y estilo
Al igual que en el cuadro Retrato de Ariosto, esta obra muestra un retrato de medio cuerpo sobre un fondo gris uniforme y a la derecha un parapeto de mármol donde se pueden leer incisas las letras "T.V.", por lo general interpretadas como las iniciales del artista.
Las formas provocativas de la mujer, retratada con excepcional realismo y exactitud, son acentuadas por los pliegues del vestido color terra. El busto está ligeramente girado tres cuartos a la izquierda mientras que la cabeza mira de frente a los espectadores, mostrando una notable naturalidad y fluidez. 
En la parte realzada del parapeto se aprecia, inspirado en los antiguos camafeos, un perfil en bajorrelieve que retrata a la misma mujer. Se trata de una adición posterior al primer borrador, también apreciable en la transparencia de los contornos del vestido que continúan a lo largo del mármol.